# Pidonia sororia
Pidonia sororia är en skalbaggsart som beskrevs av Holzschuh 1992. Pidonia sororia ingår i släktet Pidonia och familjen långhorningar. Inga underarter finns listade i Catalogue of Life.